# Île du Moulin (Bry-sur-Marne)
Pour les articles homonymes, voir Île du Moulin.
L'Île du Moulin est une île fluviale française de la Marne située sur le territoire de la commune de Bry-sur-Marne (Val-de-Marne).

## Géographie
Située en aval du pont routier de Bry, elle est longue d'environ 400 m et sa plus grande largeur est d'environ 78 m. Elle est bordée au Nord par Le Perreux-sur-Marne et au Sud par l'Île d'Amour.
Elle n'est accessible que par bateau.

## Histoire
L'île du Moulin et l'île d'Amour font partie de la Seigneurie de Bry depuis le haut Moyen Âge.
Elles sont alors connues sous le nom d'îles Saint-Antoine du fait de l’existence du "gord Saint-Antoine", piège à poissons installé dans le chenal entre les deux îles. Ce gord avait été donné par les seigneurs de Bry aux moniales de Saint-Antoine-des-Champs de Paris vers 1215. Plus tard, un moulin fut installé à cet endroit.
En 1842, Geneviève de Rigny, châtelaine de Bry, vend les îles. Elles sont loties en 1859 et les parcelles sont vendues à des particuliers,. C'est à cette époque qu'elles prennent leurs noms actuels.

## Galerie

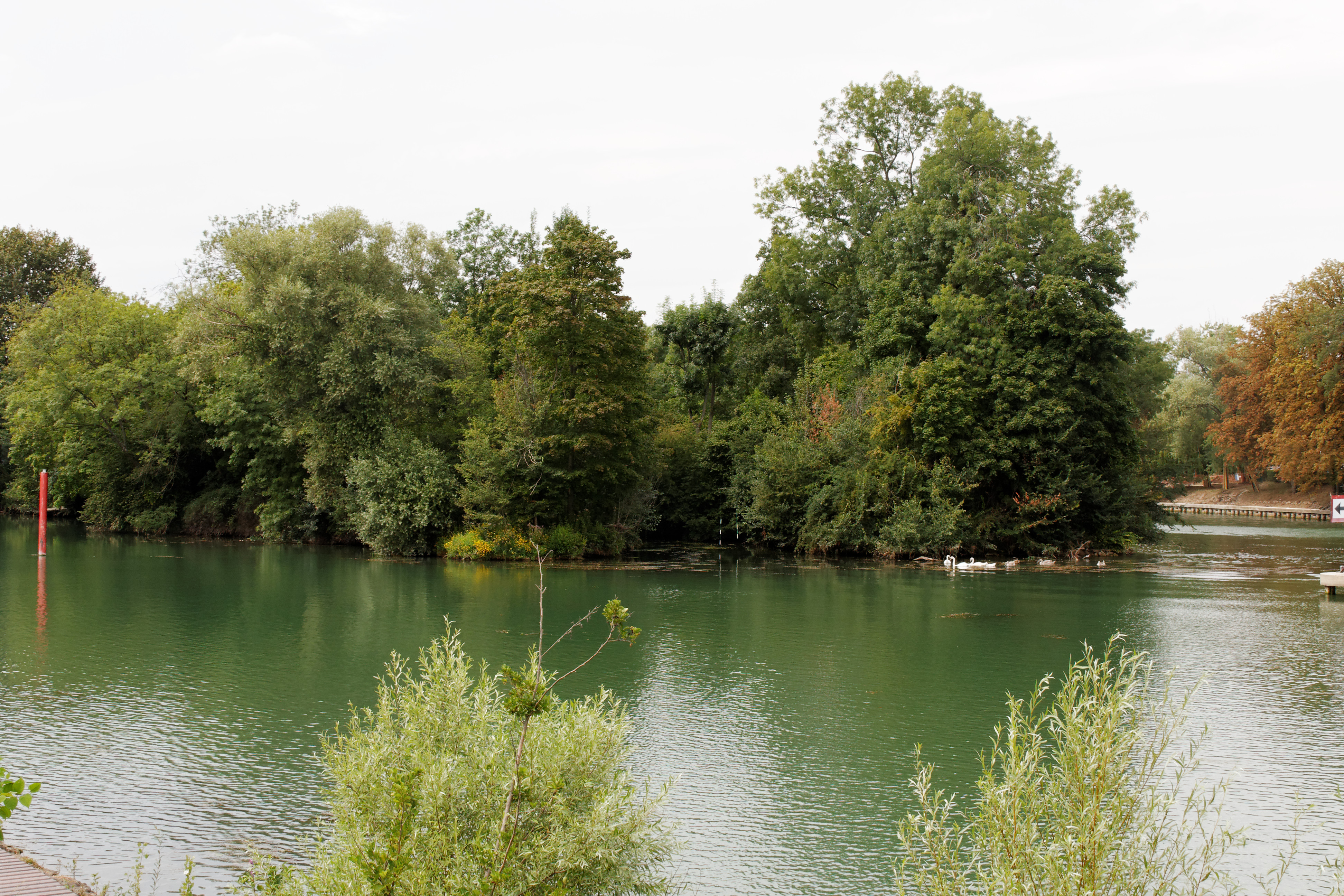
L'île d'Amour (à gauche) et l'Ïle du Moulin (à droite) vue d'amont

## Sources et références
1. ↑  Points de vues et panorama - L'île du Moulin et l'île d’amour. - Le perreux-sur-marne Cirkwi.
2. ↑  [PDF] Îles en Île-de-France Musée de Nogent-sur-Marne, exposition en 1997
3. ↑  Historique Ville de Bry-sur-Marne.
4. ↑  [PDF] Bry et Champigny dans les méandres de la Marne
5. ↑  "Bry-sur-Marne, Histoire et Patrimoine", Vincent Roblin, Maury Impr.,  (ISBN 978-2-7466-4656-8)